# تپه آرنگ رده
تپه آرنگ رده مربوط به عصر آهن است و در شهرستان مهدیشهر، دهستان پشتکوه، ۵۰۰ متری شمال روستای پرور واقع شده و این اثر در تاریخ ۲ مرداد ۱۳۸۷ با شمارهٔ ثبت ۲۳۰۸۸ به‌عنوان یکی از آثار ملی ایران به ثبت رسیده است.